# ليلى هواري
ليلى هواري ، (ولدت سنة 1958 بالدار البيضاء)، هي كاتبة وصحفية و مؤلفة مسرحية وشاعرة وصاحبة مطعم مغربي. و تمزج أعمالها من تجربتها في الهجرة إلى بلجيكا وتمزقها بين ثقافتها المغربية والثقافة البلجيكية. و قد فازت بجائزة مؤسسة لورانس تران عام 1986 عن روايتها الأولى التي تتناول سيرتها الذاتية بعنوان: "زيدة من العدم". كما أنها تنشر أيضا مسرحيات وتنشط ورشات عمل خاصة بالكتابة لفائدة النساء والأطفال المغاربة المنحدرين من دول الهجرة.